# Vrouwe Jessica
Vrouwe Jessica (Engels: Lady Jessica) is een personage in het Duin-universum, gecreëerd door Frank Herbert. Ze was een Bene Gesserit-zuster, waardoor ze gedwongen werd de concubine van hertog Leto Atreides te worden als onderdeel van het geheime genetische programma van de orde.
Vanwege de oprechte liefde voor hem houdt zij zich niet aan de opdracht van haar orde om hem enkel dochters te baren, en zij schenkt het leven aan een zoon, Paul Atreides.
Na de dood van de hertog in Duin door toedoen van de Harkonnen-troepen, werd Jessica (samen met haar zoon Paul) onderdeel van de Vrijmans (Engels: Fremen), waarvan ze na verloop van tijd Eerwaarde Moeder werd. Ze zou later zwanger worden van de dochter van hertog Leto, Alia.
Jessica was de grootmoeder van de tweeling Leto II (later God-Keizer) en Ghanima. Biologische gezien is ze de dochter van baron Vladimir Harkonnen en eerbiedwaardige moeder Gaius Helen Mohiam die voortkwam uit een gedwongen fokprogramma van de Bene Gesserit.

## In bewerkingen
Vrouwe Jessica wordt gespeeld door Francesca Annis in de film Dune uit 1984 en door Rebecca Ferguson in de film Dune uit 2021 en het vervolg uit 2024. In de miniserie Dune werd zij gespeeld door Saskia Reeves  en in het vervolg Children of Dune door Alice Krige.